# Dr. Chaos
Dr. Chaos est un jeu vidéo de plate-forme sorti en 1987 sur Famicom Disk System au Japon et en 1988 sur Nintendo Entertainment System aux États-Unis. Le jeu a été édité par Pony Canyon au Japon et par FCI aux États-Unis.